# Hugo von Meyer

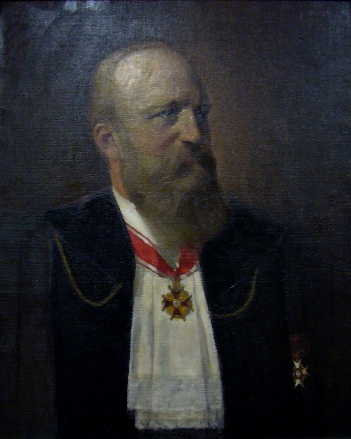
Hugo von Meyer porträtiert auf einem Gemälde aus der Sammlung der Tübinger Professorengalerie

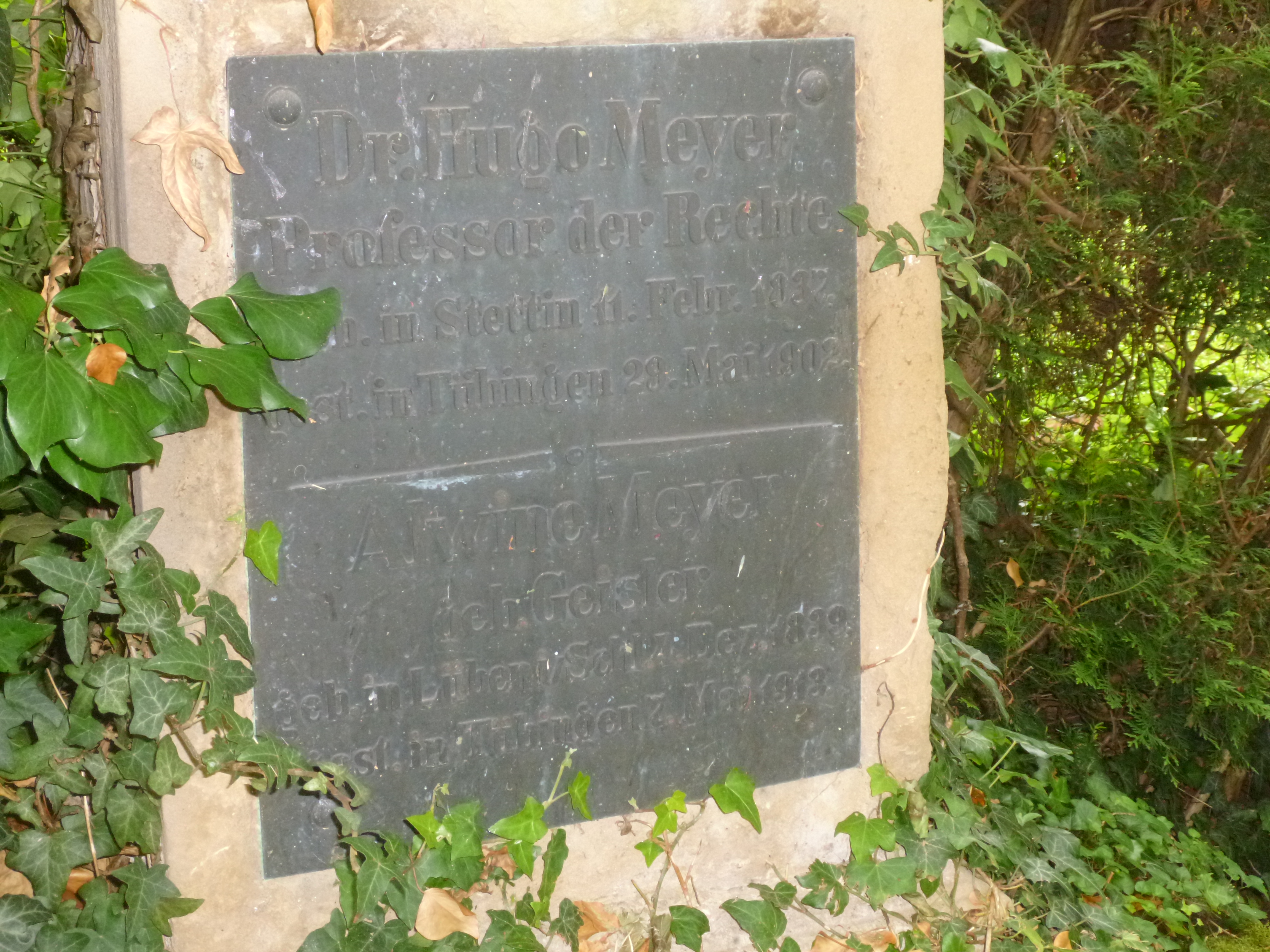
Grab auf dem Stadtfriedhof Tübingen

Hugo Friedrich Bleichert Meyer, ab 1901 von Meyer, (* 11. Februar 1837 in Stettin; † 29. Mai 1902 in Tübingen) war ein deutscher Jurist, Strafrechtslehrer und Hochschullehrer.

## Leben
Hugo Meyer, Sohn des preußischen Wirklichen Geheimen Kriegsrates Theodor Meyer, besuchte infolge von dienstlichen Versetzungen seines Vaters und Umzügen der Familie Gymnasien in Frankfurt/Oder, Posen sowie Münster. Nach bestandenem Abitur 1854 begann er das Jurastudium in Göttingen, wo er der Burschenschaft Hannovera beitrat. Sein Studium schloss er in Berlin ab und kehrte nach Göttingen zurück. Dort wurde er 1858 zum Dr. jur. promoviert; zwei Jahre später habilitierte er sich an der Georgia Augusta und wurde Privatdozent für Strafrecht.
1863 ernannte ihn die Universität Halle zum außerordentlichen Professor, 1866 zum ordentlichen Professor für Strafrecht. Einem Ruf der Universität Erlangen folgte er 1871, ehe er 1874 Professor für Straf- und Strafprozessrecht in Tübingen wurde. Hier wirkte er bis zu seinem Tode, war 1888/89 Rektor der Eberhard Karls Universität und wurde 1901 durch Verleihung des Ehrenkreuzes des Ordens der Württembergischen Krone geadelt.
Nachdem zum 1. Januar 1871 das Strafgesetzbuch für das Deutsche Reich in Kraft getreten war, verfasste Hugo Meyer das erste bedeutende Lehrbuch des Deutschen Strafrechts, das er bis zur 5. Auflage 1895 betreute. Nach seinem Tod besorgte Philipp Allfeld (1852-1940, seit 1889 Landgerichtsrat in München, erhielt 1895 einen Ruf als ordentlicher Professor für Strafrecht, Rechtsenzyklädie und Völkerrecht an die Universität Erlangen) unter dem Namen beider Autoren die Edition dieses Werkes bis zur 9. Auflage 1934. Einige seiner strafprozessualen Abhandlungen zeigen, dass Meyer dafür eintrat, die Schwurgerichte (im eigentlichen Sinn) durch Schöffengerichte zu ersetzen, was zwar eine Abkehr von Errungenschaften der Märzrevolution von 1848 bedeutete, aber zur Erhöhung der Rechtssicherheit beitragen sollte.
Hugo Meyer schrieb eine Vielzahl von Gedichten, in denen er seine Freude über die Tapferkeit deutscher Soldaten und die Erfolge der deutschen Kriegsführung 1870/71 sowie die Gründung des Deutschen Reiches kundtat. Außerdem beschäftigte er sich mit in der schöngeistigen Literatur vorgenommenen Beschreibungen von Straftaten in Bezug auf das Strafrecht.
Ein Porträt Meyers von der Hand des Malers Rudolf Thost befindet sich in der Tübinger Professorengalerie.

## Veröffentlichungen
- That- und Rechtsfragen im Geschworenengericht, insbesondere in der Fragestellung an die Geschworenen, Berlin: Georg Reimer, 1860
- Das Strafverfahren gegen Abwesende, Berlin: Verlag von Georg Reimer, 1869
- Das norddeutsche Strafrecht: eine Beurtheilung des Entwurfs eines Strafgesetzbuches für den Norddeutschen Bund, Halle: Verlag der Buchhandlung des Waisenhauses, 1869
- Die Frage des Schöffengerichts, geprüft an der Aufgabe der Geschworenen, Erlangen: Verlag von Andreas Deichert, 1873
- Die Gerechtigkeit im Strafrecht, Stuttgart: Kröner, 1881
- Aus großer Zeit: Der Krieg gegen Frankreich 1870 und 1871, 2. Aufl., Tübingen: Laupp, 1887
- Die Parteien im Strafprozeß, Erlangen und Leipzig: Deichert, 1889
- Die Willensfreiheit und das Strafrecht: Ein Vortrag von Hugo Meyer, Erlangen und Leipzig: Andr. Deichertsche Verlagsbuchhandlung, 1890
- Internationales Strafrecht und Auslieferung, Tübingen: 1890
- Hamlet und die Blutrache, Leipzig: A. Deichert, 1892
- Lehrbuch des deutschen Strafrechts, 5. Aufl., Erlangen und Leipzig: A. Deichertsche Verlagsbuchhandlung, 1895
- Internationale Rechtshilfe in Strafsachen, Berlin: Stilke, 1898